# قانون الأمم المتحدة لعام 1946
قانون الأمم المتحدة لعام 1946 (9 و 10 جيو. 6 ج. 45) هو قانون برلمان المملكة المتحدة يمكّن حكومة صاحبة الجلالة من تنفيذ القرارات بموجب المادة 41 من ميثاق الأمم المتحدة كأوامر في المجلس. وهكذا فوض برلمان المملكة المتحدة سلطة سن مثل هذه القرارات دون موافقة البرلمان. ومع ذلك، يجب وضع الأمر المحتمل أمام البرلمان أو البرلمان الاسكتلندي. تم استخدام آلية مماثلة في وقت لاحق في قانون المجتمعات الأوروبية لعام 1972 وتجميد الأصول الإرهابية قانون 2010.

## المحتوى
يحتوي قانون الأمم المتحدة لعام 1946 على قسمين، على الرغم من أن القسم 1 فقط يحتوي على محتوى موضوعي. يسمح القسم الفرعي (1) للتاج بتنفيذ قرارات مجلس الأمن التابع للأمم المتحدة دون موافقة رسمية من البرلمان. يشير البند الفرعي (2) إلى الولاية القضائية لسلطات جلالة الملك، وقد تم تعديله بمرور الوقت حيث تخلت المملكة المتحدة عن السيطرة القانونية على مستعمراتها. القسم الفرعي (3) يقول أنه يمكن إلغاء هذه الأوامر أو تغييرها حسب الرغبة. ينص البند الفرعي (4) على وجوب وضع هذه الأوامر أمام البرلمان، ولكن لا يلزم التصويت عليها. القسم الفرعي (5) يصرح بتنفيذ هذه الأوامر من الضرائب العامة. 
اعتبارًا من مايو 2017 ، كان القسم 1 كما يلي:
1. بموجب المادة 41 من ميثاق الأمم المتحدة الموقّع في سان فرانسيسكو في اليوم السادس والعشرين من حزيران / يونيو1945، (كونها المادة التي تتعلق بتدابير لا تنطوي على استخدام القوة المسلحة)، إذا قام مجلس الأمن التابع للأمم المتحدة بدعوة حكومة صاحب الجلالة في المملكة المتحدة إلى تطبيق أي تدابير لإنفاذ أي قرار صادر عن ذلك المجلس، يجوز لجلالة الملك بموجب أمر في المجلس أن يصدر ما يبدو له ضروريًا أو مناسبًا لتمكين تطبيق هذه التدابير بشكل فعال، بما في ذلك (دون الإخلال بعمومية الكلمات السابقة) حكم التوقيف والمحاكمة ومعاقبة المخالفين للأمر.
2. يمكن إصدار أوامر في المجلس بموجب هذا القسم بحيث تمتد إلى أي جزء من هيمنة جلالته (بخلاف المستوطنات بالمعنى المقصود في قانون وستمنستر 1931، [و] الأقاليم التي تديرها حكومة أي مستوطنة من هذا القبيل ...)، وإلى الحد الذي يتمتع به جلالة الملك، في أي إقليم آخر يتمتع به جلالة الملك من وقت لآخر (باستثناء الأراضي التي تديرها حكومة مثل هذه المستوطنة كما هو مذكور أعلاه ...).
3. يجوز تغيير أي أمر في مجلس يتم إجراؤه بموجب هذا القسم أو إلغاؤه بواسطة أمر لاحق في المجلس.
4. يجب أن يصدر كل أمر في المجلس بموجب هذا القسم فور إصداره أمام البرلمان.
5. أي نفقات تتكبدها حكومة جلالة الملك في المملكة المتحدة في تطبيق أي من التدابير المذكورة في هذا القسم يجب أن يتم تسديدها من الأموال التي يوفرها البرلمان.»

تمت إضافة القسم 1 (4) (ب) بموجب قانون اسكتلندا لعام 1998؛ قبل ذلك، لم يكن هناك برلمان اسكتلندي.
القسم 2 ينص على عنوان قصير للقانون.

## التطبيقات
في عام 1998، أُنشئت المحكمة الاسكتلندية في هولندا بموجب الأمر الصادر عن محكمة العدل العليا (الإجراءات في هولندا) (الأمم المتحدة) لعام 1998 الذي سن أحكام معاهدة بين حكومة المملكة المتحدة وحكومة مملكة هولندا.  وقد مكّن ذلك محكمة العدل العليا من حضور محاكمة عبد الباسط المقرحي ولمين خليفة فحيمة لتفجير رحلة بان آم 103، في معسكر زيست في هولندا. 
تم تجميد الأصول من قبل وحدة العقوبات المالية في بنك إنجلترا بموجب أمر القاعدة وطالبان لعام 2002 (تدابير الأمم المتحدة)، وأمر تنظيم القاعدة وطالبان (تدابير الأمم المتحدة) لعام 2006 وأمر الإرهاب (تدابير الأمم المتحدة) لعام 2006 لتنفيذ العقوبات ضد الإرهابيين المشتبه بهم على النحو المحدد في قرار مجلس الأمن 1267؛ التي شملت الأفراد والهيئات المرتبطة بالقاعدة، أسامة بن لادن أو طالبان. 
في 27 كانون الثاني / يناير 2010، رأت المحكمة العليا في المملكة المتحدة ، في قضية خزانة صاحبة الجلالة ضد أحمد، رأت أن الأمر المتعلق بالإرهاب (تدابير الأمم المتحدة) لعام 2006 والمادة 3 (1) (ب) من أمر تنظيم القاعدة وحركة طالبان (تدابير الأمم المتحدة) لعام 2006 كانا منتهيين الصلاحية وباطلين، لأن قانون عام 1946 لم يكن يهدف إلى السماح بتدابير قسرية تتعارض مع الحقوق الأساسية دون تدقيق برلماني. وفي 4 فبراير / شباط، رفضت المحكمة إبقاء أثر حكمها حتى يتمكن البرلمان من تغيير القانون. وأدى ذلك إلى تمرير البرلمان لقانون تجميد الأصول الإرهابية المؤقت (الأحكام المؤقتة) لعام 2010 في 10 فبراير 2010 لإضفاء الشرعية بأثر رجعي على أمر 2006 حتى يتاح للبرلمان الوقت لتمرير تشريع دائم يمتثل لقرار المحكمة.  وفي وقت لاحق، أقر البرلمان تجميد الأصول الإرهابية وما إلى ذلك. قانون عام 2010.  في عام 2016، تم نقل مسؤولية تنفيذ العقوبات إلى مكتب تنفيذ العقوبات المالية لخزانة صاحبة الجلالة.  تم تطبيق المزيد من السلطات واللوائح بموجب قانون الشرطة والجريمة لعام 2017. 

## روابط خارجية
Text of the قانون الأمم المتحدة لعام 1946 as in force today (including any amendments) within the United Kingdom, from legislation.gov.uk. 